# Чемпионат России по плаванию на открытой воде 2008
Чемпионат России по плаванию на открытой воде 2008 года прошёл с 17 по 22 июля в Анапе, Краснодарский край (Высокий берег).

## Призёры

### Мужчины

#### 5 км с раздельным стартом
Даниил Серебренников (Волгоградская область) — 58.34,54

 Сергей Большаков (Удмуртия) — 58.36,64

 Иван Афаневич (ХМАО — Югра) — 58.40,19

#### 10 км
Даниил Серебренников (Волгоградская область)

 Сергей Большаков (Удмуртия)

 Александр Зуев (Ярославская область)

#### 16 км
Дмитрий Соловьёв (Псковская область) — 3:04.41,08

 Василий Бойков (Ярославская область) — 3:05,01,15

 Антон Саначев (Удмуртия) — 3:05.50,50

### Женщины

#### 5 км с раздельным стартом
Екатерина Селивёрстова (Москва) — 1:01.01,75

 Мария Булахова (Волгоградская область) — 1:01.04,81

 Екатерина Жданова (Архангельская область) — 1:01.17,78

#### 10 км
Екатерина Селивёрстова (Москва)

 Ксения Попова (Липецкая область — Московская область)

 Анна Уварова (Архангельская область)

#### 16 км
Анна Уварова (Архангельская область)

 Ксения Попова (Липецкая область — Московская область)

 Олеся Шалыгина (Ярославская область)

## Командный зачет
1. Ярославская область — 149 очков
2. Москва-1 — 143
3. Волгоградская область
4. Архангельская область — 134[4]